# 真州之战
真州之战，南宋端平三年（元太宗八年，1236年）九月，蒙古帝国将领察罕攻打宋朝真州（今江苏省仪征市）被知州丘岳击退的战役。
1236年十一月，蒙古宗王口温不花等率军攻打南宋淮西。蕲州（今湖北省蕲春县）、舒州（今安徽省潜山县）、光州（今河南省潢川县）等三州守将弃城逃走。口温不花收取三州兵马粮械，派游骑从信阳向庐州（今安徽省合肥市）掠夺，派遣部将察罕率军攻打真州，自己率军继续南进。察罕率军到达真州，知州丘岳治军严明，防守严密，挫败攻城蒙古大军，乘胜出击，在浦桥（今江苏省仪征市西）大战，用强弩射杀蒙古一将，蒙古军稍稍撤退。丘岳认为蒙古兵力超过自己十倍，于是设三道伏兵，他在西城置炮。蒙古军再次进攻，宋朝伏兵突起，炮石齐发。丘岳派勇士袭击蒙古军营垒，焚烧庐帐，蒙古军被迫撤走。